# مطار سوتشي الدولي
مطار سوتشي الدولي (بالروسية: Международный Аэропорт Сочи)‏(إياتا: AER، إيكاو: URSS)، هو مطار يقع في منطقة أدلر بمنتجع سوتشي على ساحل البحر الأسود في موضوع الفيدرالية منكراسنودار كراي، روسيا. يعد مطار سوتشي الدولي واحدا من أكبر عشرة مطارات الروسية وتبلغ عدد الركاب السنوي 2.4 مليون شخص.

## شركات الطيران والوجهات
| شركـات طيـران               | الوجهات |
| --------------------------- | --- |
| إيروفلوت                    | مطار شيريميتييفو الدولي، مطار شرم الشيخ الدولي موسمي: مطار آل مكتوم الدولي |
| طيران صربيا                 | مطار نيكولا تسلا في بلغراد |
| Armenian Airlines           | مطار يريفان الدولي |
| Azimuth                     | مطار أنطاليا، مطار حيدر علييف الدولي، مطار دبي الدولي، مطار إسطنبول الدولي، Kaluga، Mineralnye Vody ‏، Petrozavodsk، Pskov، مطار شرم الشيخ الدولي، مطار بن غوريون الدولي، Yaroslavl، مطار يريفان الدولي |
| طيران بيلافيا               | مطار مينسك الدولي |
| فلاي أرنا                   | مطار يريفان الدولي |
| فلاي دبي                    | مطار دبي الدولي |
| FlyOne                      | مطار يريفان الدولي |
| Ikar                        | Rostov-on-Don، مطار كولتسوفو الدولي، مطار يريفان الدولي |
| IrAero                      | Saratov، مطار يريفان الدولي موسمي: Barnaul، Irkutsk، مطار جوكوفسكي الدولي، Omsk، Penza |
| Izhavia                     | مطار دوموديدوفو الدولي موسمي: مطار بيلغورود، Izhevsk، Kazan، Kirov، Nizhnekamsk، Penza |
| ماهان إير                   | موسمي: مطار الإمام الخميني الدولي |
| نوردستار                    | مطار دوموديدوفو الدولي موسمي: مطار يميلانو الدولي، Norilsk |
| Nordwind Airlines           | مطار حيدر علييف الدولي، مطار حمد الدولي، Magnitogorsk، Ufa موسمي: Saratov |
| Pobeda                      | مطار شيريميتييفو الدولي، مطار فنوكوفو الدولي، Ufa موسمي: مطار بيلغورود، Cheboksary، Chelyabinsk، Kazan، Kirov، مطار يميلانو الدولي، Magnitogorsk، Nizhnekamsk، Nizhny Novgorod ‏، مطار نوفوسيبيرسك، Perm، مطار كوروموخ الدولي، Tyumen، Ulyanovsk–Baratayevka، Vladikavkaz، Volgograd، Voronezh، Yaroslavl، مطار كولتسوفو الدولي |
| خطوط ريد وينغز الجوية ‏      | مطار يميلانو الدولي، مطار دوموديدوفو الدولي، مطار بولكوفو، مطار تبليسي الدولي موسمي: Ufa |
| روسيه (خطوط جوية)           | Aktau، Aktobe، مطار ألماتي الدولي، مطار أنطاليا، مطار آستانا الدولي، مطار أتيراو، مطار ميلاس بودروم، مطار بخارى الدولي، مطار القاهرة الدولي، مطار دالامان، Fergana، مطار إسطنبول الدولي، مطار سمرقند الدولي، مطار طشقند الدولي، مطار بن غوريون الدولي، Urgench، مطار يريفان الدولي موسمي: Ufa                                  |
| RusLine                     | موسمي: مطار بيلغورود، Elista، Kursk، Lipetsk، مطار محج قلعة الدولي، Mineralnye Vody ‏، مطار دوموديدوفو الدولي، Saransk، Saratov، Tambov، Ulyanovsk–Baratayevka، Voronezh |
| خطوط إس سفن                 | Irkutsk، مطار دوموديدوفو الدولي، مطار نوفوسيبيرسك موسمي: Ivanovo، Kurgan، Lipetsk |
| SCAT Airlines               | مطار آستانا الدولي موسمي: Aktau |
| Severstal Air Company       | Petrozavodsk موسمي: Cherepovets، Kirovsk/Apatity |
| Shirak Avia                 | مطار يريفان الدولي (تبدأ في 25 يونيو 2023) |
| Smartavia                   | موسمي: Arkhangelsk، مطار بيلغورود، Chelyabinsk، Ivanovo، مطار مورمانسك ‏، Nizhny Novgorod ‏، Omsk، Syktyvkar، مطار بن غوريون الدولي، Ufa، Voronezh |
| Somon Air                   | مطار دوشنبه الدولي، Khujand |
| Sun d'Or                    | موسمي عارض: مطار بن غوريون الدولي |
| الخطوط الجوية التركية       | مطار إسطنبول الدولي |
| خطوط أورال الجوية           | Chelyabinsk، Mineralnye Vody ‏، مطار دوموديدوفو الدولي، مطار شيريميتييفو الدولي، Osh، مطار كوروموخ الدولي، مطار سيمفروبول الدولي، مطار طشقند الدولي، مطار بن غوريون الدولي، مطار كولتسوفو الدولي، مطار يريفان الدولي موسمي: مطار كالينينغراد، مطار جوكوفسكي الدولي، Nizhny Novgorod ‏                                            |
| Utair                       | Astrakhan، Krasnodar، مطار فنوكوفو الدولي، Volgograd موسمي: Kursk، Nizhnevartovsk، Noyabrsk، Surgut، Syktyvkar، Tambov، Tyumen |
| UVT Aero                    | Bugulma، Kazan، Surgut موسمي: Ufa |
| الخطوط الجوية الأوزبكستانية | مطار طشقند الدولي |
| Yakutia Airlines            | موسمي: Yakutsk |
| Yamal Airlines              | موسمي: Kurgan، Perm، Tyumen |

## الإحصائيات
شاهد source Wikidata query and sources.
| السنة | الركاب    | % التغير |
| ----- | --------- | -------- |
| 2010  | 1,920,000 |          |
| 2011  | 2,086,000 | ▲ 8.6%   |
| 2012  | 2,120,400 | ▲ 1.6%   |
| 2013  | 2,427,676 | ▲ 14.5%  |
| 2014  | 3,106,100 | ▲ 28%    |
| 2015  | 4,100,000 | ▲ 32%    |
| 2016  | 5,263,275 | ▲ 28%    |
| 2017  | 5,700,000 | ▲ 8%     |
| 2018  | 6,343,000 | ▲ 11.3%  |
| 2019  | 6,772,062 | ▲ 6.8%   |
| 2020  | 6,519,554 | ▼ 4%     |

## وصلات خارجية
- الموقع الرسمي
- Sochi Airport at the Russian Airports Database
- Historical Weather Records for Adler
- حالة الطقس في مطار سوتشي الدولي.
- Airport information for URSS at World Aero Data. Data current as of October 2006.Source: DAFIF.
- Airport information for URSS at Great Circle Mapper. Source: DAFIF (effective Oct. 2006).
- تاريخ الحوادث لـ (AER) على شبكة سلامة الطيران.

قالب:Airports in Russia